# 遠藤康 (俳優)
遠藤 康（えんどう やすし、1990年11月1日 - ）は、日本の俳優。エビス大黒舎・Team Ebisu所属。東京都出身。身長173cm、体重63kg。旧芸名、遠藤 耕介。

## 出演

### 映画
- さよなら、キノコ（2013年、筧昌也監督）
- 青木ヶ原 - 民間山岳救助隊員役（2013年、新城卓監督）
- 隕石とインポテンツ - ヤンキー役（2013年8月24日、佐々木想監督）
- すばらしい世界（2013年、福田陽平監督）
- ウマにまつわる干支セトラ - 馬役（2013年、田中佑和監督）[2]
- ほんとうに映った!監死カメラ3・4 - 制作会社社員役（2013年、福田陽平・田中佑和監督）
- 蒼のざらざら - デザイナー会社社員役（2013年、上村奈帆監督）
- みんな死ね、生きろ - 宮本先輩役（2014年、鈴木太一監督）[3]
- アイズ - 遠藤宗介役（2015年6月6日、福田陽平監督）[4][5][6][7][8]
- 青春群青色の夏 - 主演・秋山耕介役（2015年9月5日、田中佑和監督）[9][10][11][12][13][14]
- 7s - アクション俳優役（2015年11月7日、藤井道人監督）
- デスフォレスト 恐怖の森5（2016年9月3日、福田陽平・田中佑和監督） - 安藤泰信役

### テレビ
- さばドル（2012年、テレビ東京）佐藤太・豊島圭介監督
- ウロボロス〜この愛こそ、正義。　 第5話（2015年2月13日、TBS）- 警察官役
- PANIC IN　第1話（2015年4月10日、BSスカパー!） - 怪しい男役　鈴木太一監督
- かもしれない女優たち（2015年6月23日、フジテレビ） - 岡田准一役
- わたしのウチには、なんにもない。　第1話　（2016年2月6日、NHK BSプレミアム） - 三角コーナー役
- 人生は18歳で決まる!?（2016年2月11日、NHK） - 辻口シェフ役
- SHIBUYA零丁目　第2・3・4話（2016年4月2日、フジテレビオンデマンド/2016年4月23日、フジテレビ） - バーテンダー役
- 仮面ライダーエグゼイド    第24話（2017年3月26日、テレビ朝日） - シド役

### その他
- WEB　Red Bull BC One　コンテンツ動画 - サラリーマン役
- VP　警視庁　風俗経営について - 警察官役
- VP　ジヤトコ株式会社